# Tarentaine
A Tarentaine folyó Franciaország területén a Rhue jobb oldali mellékfolyója.

## Földrajzi adatok
A Francia-középhegységben ered a Puy de Sancy hegycsúcs közelében és Champs-sur-Tarentaine-Marchal közelében torkollik a Rhue-be. Hossza 35,3 km.

## Megyék és helységek a folyó mentén
- Puy-de-Dôme :  Chastreix , Saint-Donat
- Cantal : Champs-sur-Tarentaine-Marchal